# Úľany nad Žitavou
Úľany nad Žitavou (maďarsky Zsitvafödémes) jsou obec na Slovensku v okrese Nové Zámky ležící mezi řekami Nitra a Žitava. Žije zde přibližně 1 500 obyvatel.
První písemná zmínka o obci pochází z roku 1284. V obci se nachází římskokatolický kostel svatého Martina z roku 1890 a kaple Navštívení Panny Marie.

## Obyvatelstvo
Národnostní složení (2011): národnost slovenská 96,3 %, maďarská 0,3 %, česká 0,1 %, nezjištěna 3,3 %. 

## Doprava

### Železniční doprava
Úľany nad Žitavou leží na železniční trať Nové Zámky – Zvolen, která se zde křižuje s železniční tratí 151 (Nové Zámky) - Úľany nad Žitavou - Zlaté Moravce.

### Sillniční doprava
Přes Úľany nad Žitavou vede silnice II/580.